# Karslı, Seyhan
Karslı là một xã thuộc huyện Seyhan, tỉnh Adana, Thổ Nhĩ Kỳ.